# كبلر-296f
كيبلر 296 إف (بالإنجليزية: Kepler-296f)‏ هو أرض هائلة، وكوكب خارج المجموعة الشمسية، في كوكبة التنين، يتبع Kepler-296.

## الاكتشاف
اكتشف في 2014.